# Adrián Guľa
Adrián Guľa (ur. 29 czerwca 1975 w Novákach) – słowacki trener piłkarski i piłkarz grający na pozycji pomocnika. Aktualnie pierwszy trener Riga FC.

## Kariera piłkarska
Jako zawodnik występował wyłącznie w klubach słowackich i czeskich (Prievidza, SFC Opava, FK Jablonec 97, Matador Púchov, Viktoria Žižkov, Inter Bratysława). Odznaczał się dobrą kondycją fizyczną, techniką i strzałem, miewał jednak kłopoty z taktyką i efektywnością gry.

## Kariera trenerska

### AS Trenčín
W latach 2009–2013 był trenerem słowackiego klubu AS Trenčín, zastępując na stanowisku Vladimíra Koníka, którego był wcześniej asystentem. W sezonie 2010/2011 awansował do I ligi słowackiej.  W sezonie 2012/2013 zajął ostatnie miejsce na podium ligowym.

### MŠK Žilina
Z początkiem lipca 2013 przeniósł się do MŠK Žilina, gdzie zaczął pracować z młodym składem. Pierwszy sezon Guľi w nowym klubie był przejściowy, a klub zajął dziewiąte miejsce, na dwanaście możliwych. Žilina znakomicie rozpoczęła sezon 2014/2015 i po jesiennej części znalazła się w czołówce ligi. W wiosennej części sezonu Žilina zaczęła tracić punkty i ostatecznie zajęła drugie miejsce za zwycięskim AS Trenčín.
Przed sezonem 2016/2017 Guľą zainteresowała się Sparta Praga oraz kilka polskich klubów, m.in. Jagiellonia Białystok czy Legia Warszawa. Z tego powodu właściciel MŠK Žiliny, Józef Antošík, zaoferował mu dużo lepszą umowę, ważną do końca 2020 roku. Z końcem sezonu Žilina mogła świętować siódme i ostatnie mistrzostwo Słowacji, a Guľa został wybrany najlepszym trenerem Fortuna Ligi.

### Słowacja U-21
Od 7 maja 2018 do 18 grudnia 2019 pełnił funkcję selekcjonera młodzieżowej reprezentacji Słowacji.

### Viktoria Pilzno
W dniu rozstania się z funkcją selekcjonera reprezentacji młodzieżowej, Viktoria Pilzno ogłosiła, że Guľa objął stanowisko pierwszego trenera w klubie, a swoją pracę oficjalnie rozpocznie z dniem 6 stycznia 2020. W czeskim klubie zaliczył dobry start – w 11 kolejnych spotkaniach Viktoria nie przegrała meczu, notując passę ośmiu kolejnych zwycięstw, które przerwał dopiero remis 0:0 ze Slavią Praga w 28. kolejce. Praktycznie do końca sezonu podopieczni Guľi walczyli ze Slavią Praga o mistrzostwo Czech, ale ostatecznie zmuszeni byli uznać wyższość rywala ze stolicy.
Kolejny sezon w wykonaniu piłkarzy Guľi był gorszy, a trener został zwolniony 9 maja 2021, po remisie 3:3 z 1. FK Příbram.

### Wisła Kraków
7 czerwca 2021 został ogłoszony trenerem Wisły Kraków. W krakowskim klubie zanotował całkiem niezły początek, jednak z czasem drużyna popadła w marazm. 13 lutego 2022 został zdymisjonowany, chociaż jego kadencja miała trwać minimum dwa lata.

### DAC Dunajská Streda
15 czerwca 2022 podpisał kontrakt z DAC-em Dunajská Streda.

## Statystyki trenerskie
Aktualne na dzień 1 listopada 2024.
| Zespół              | Od                | Do                | Statystyka | Statystyka | Statystyka | Statystyka | Statystyka |
| Zespół              | Od                | Do                | M          | W          | R          | P          | % W        |
| ------------------- | ----------------- | ----------------- | ---------- | ---------- | ---------- | ---------- | ---------- |
| AS Trenčín          | 14 listopada 2009 | 30 czerwca 2013   | 120        | 61         | 34         | 25         | 50,83      |
| MŠK Žilina          | 1 lipca 2013      | 30 czerwca 2018   | 208        | 115        | 35         | 58         | 55,29      |
| Słowacja U-21       | 7 maja 2018       | 18 grudnia 2019   | 14         | 8          | 0          | 6          | 57,14      |
| Viktoria Pilzno     | 6 stycznia 2020   | 9 maja 2021       | 54         | 33         | 9          | 12         | 61,11      |
| Wisła Kraków        | 7 czerwca 2021    | 13 lutego 2022    | 21         | 8          | 3          | 10         | 38,10      |
| DAC Dunajská Streda | 15 czerwca 2022   | 17 listopada 2023 | 61         | 38         | 10         | 13         | 62,30      |
| Apollon Limassol    | 28 czerwca 2024   | obecnie           | 10         | 6          | 2          | 2          | 60,00      |
| Łącznie             | Łącznie           | Łącznie           | 488        | 269        | 93         | 126        | 55,12      |

## Sukcesy

### Trener
AS Trenčín
- Mistrzostwo II ligi słowackiej: 2010/11 (awans do Corgoň ligi)

MŠK Žilina
- Mistrzostwo Słowacji: 2016/17

### Indywidualne
- Trener sezonu Fortuna ligi: 2016/17

## Życie prywatne
Żonaty z Miroslavą, z którą ma dwójkę dzieci, córkę Terezę oraz syna Christiana.
Ma starszego brata Norberta (ur. 2 listopada 1972), który również jest trenerem i obecnie pełni rolę asystenta trenera Pavola Staňa w Wiśle Płock.